# Leitmar
Leitmar ist ein Ortsteil der Stadt Marsberg im östlichen Sauerland mit rund 330 Einwohnern und liegt 407,8 m ü. NN (Am Homberg). Die Fläche des Ortes beträgt 6,1 km².

## Geografie

Ortsschild am Ortseingang aus Richtung Heddinghausen kommend

Eine bessere Namensdeutung ermöglichen geographische Zusammenhänge. Das Dorf Leitmar liegt südlich der Stadt Marsberg, Luftlinie 6 km, in einer Talmulde, deren Hänge im Norden und Osten zum Homberg (408 m), zum Oberstädter Wald und Eichholz sanft und stufenlos ansteigen und überwiegend zum Körneranbau genutzt werden. Die Wiesen liegen am Dorfrand, säumen rechts und links den Hagebornsweg und die Kreisstraße zum Forst. Im Glindetal und am Teufelspfad dienen die Feuchtwiesen der Heugewinnung und der Beweidung. Fruchtbar sind die rottonigen Hanglagen zum Trompeter und Forst, ebenso der flache Rücken „Auf der Hünenburg“ mit dem Zechstein im Untergrund.
Dieser Quellbereich der Glinde war von jeher der günstigste zum Siedeln. Höhenzüge ringsum schützen Dorf und Feldflur gegen kalte Nord- und Ostwinde. In diesem Einzugsbereich beginnt die Glinde und der Hageborn und der Bach vom Trompeter. Ihre Wasser fließen in nördlicher Richtung der Diemel zu entlang den bewaldeten Steilhängen von Homberg, Hengesberg, Iberg, Höling, Wulsenberg, Jittenberg und Bilstein, ebenso fünf weitere Bäche mit ihrem Ursprung auf dem Waldecker Tafelland.
Es kann davon ausgegangen werden, dass die „Ursiedler“ oder die „ersten Leitmarer“ vor langer Zeit in der Talmulde zwischen Homberg und Hünenburg ihre Häuser gebaut haben und eine ausreichende Lebensgrundlage fanden. Auf ihren Streifzügen erfassten sie sicherlich geographische Zusammenhänge vom Quellbereich und der Flussrichtung der Glinde.
Irgendwann könnten sie selbst ihre Siedlung Loithar = Leitmar im Sinne von „Dorf im Quellbereich der Ar oder Mar, die ihr Wasser an den Steilhängen entlang leitet“, bezeichnet haben. Leitmar als Dorf an der „Hangleite“ hätte so einen geographischen Ursprung.
Auch WETEKAM deutet Leihe, althoch-deutsch lethi, als eine Bergleite, das heißt als eine am Berg sich hinziehende Siedlung. Um Leitmar liegt das Landschaftsschutzgebiet Freiflächen um Leitmar.

## Geschichte
Leitmar wird erstmals 1101 (2001 900 Jahre) als Loithar in der Gründungsurkunde des Klosters Boke erwähnt. In diesem Jahr schenkte der Graf Erpo von Padberg, der hier Grundeigentum besaß, dem von ihm gestifteten Kloster in Boke ein Gut in Loithar. 1120 zählt das Dorf zu den Dotalgütern des Klosters Flechtdorf als Padberger Besitz. Um diese Zeit dürfte auch das Kloster Helmarshausen hier Besitz gehabt haben. Mitte des 14. Jahrhunderts besaß auch das Kloster Bredelar in Leitmar Güter. 1348 überlassen die Herren von Brobecke ihr Gut inner- und außerhalb des Dorfes Leitmar dem Kloster Bredelar. Auch das Kloster Corvey galt im 14. Jahrhundert als Grundbesitzer in Leitmar. Zu den Gütern zählten wohl auch die Höfe und Zehnten in den Händen derer von Horhusen und von Dodinghausen. 1450 verkauften die von Brobecke ihre Rechte zu Leitmar an das Kloster Bredelar. Im 14. und 15. Jahrhundert gelangte der Hauptanteil des Dorfes an das Haus Canstein. Das Dorf sorgte öfters in der Folgezeit für Streitigkeiten zwischen Canstein und Waldeck, die vor allem im 15. Jahrhundert anhielten. Die Cansteiner verpfändeten vorübergehend die Besitzung in Leitmar, damals Lethmere, an das Kloster Bredelar. Von diesen löste es der Graf von Waldeck ein, der bereits 1444 als Teilerwerb die Rechte des Friedrich Rabe von Canstein gekauft hatte. In diesem Jahr traten die von Canstein Leitmar als Lehen an Waldeck ab. Bereits 1491 gaben die Waldecker es wieder zurück. 1503/06 zählt Leitmar vertraglich zur Herrschaft Canstein, einer fast unabhängigen Herrschaft mit voller Gerichtsbarkeit, auch dem Halsgericht, zu der auch Canstein, Udorf, Heddinghausen und Borntosten gehörten. Seit 1550 zählt der Ort mit Canstein und verschiedenen anderen Orten zur Grafschaft Marsberg. Aus einem Revers ergibt sich, dass Waldeck jedoch auch weiterhin Besitz in Leitmar behielt, den aber die von Canstein und von Spiegel zu Lehen trugen.
1656 wurde Thielen Anna aus Leitmar Opfer der Hexenverfolgung.
Auch Leitmar scheint von den Wüstungsvorgängen gegen Ende des Mittelalters nicht verschont geblieben zu sein. 1490 wird der Ort als wüst bezeichnet, es ist jedoch anzunehmen, dass bereits mit Beginn des 16. Jahrhunderts wieder eine Besiedlung erfolgte.
Am 1. Januar 1975 wurde Leitmar in die neue Stadt Marsberg eingegliedert.

### Dorfname
Zurzeit sind zwei Namenserklärungen bekannt. So berichtete Friedrich Heithorst († 4. August 1984), dass in seiner Schulzeit der Name mit der Erstsilbe „Leid“ oder „Not“ erklärt wurde mit dem Verweis auf die nahen Feuchtwiesen in den Flurbereichen Teufelspfad und Huxol. Somit würde der Dorfname Leitmar in seiner ursprünglichen Bedeutung beinhalten: Leid- oder Not-Dorf am Wasser. Da die oben genannten Feuchtwiesen im Vergleich mit der übrigen Dorfflur sehr klein und unbedeutend sind, ist eine negative Namensgebung seitens der Frühsiedler wenig wahrscheinlich.
Nach dem Zweiten Weltkriege wohnte der pensionierte Amtsgerichtsrat Ludwig von Canstein vorübergehend im Ort. Bei einem heimatgeschichtlichen Vortrag ging auch er auf den Sinngehalt des Ortsnamens ein. Für ihn bedeutete die Erstsilbe „Leit“ so viel wie „leiten“ oder „geleiten“, die Zweitsilbe „Mar“ so viel wie „Mähre“. Der heute abwertende Ausdruck für „altes, abgetriebenes Pferd“ bedeutete ursprünglich Stute.
Von alters her, so seine Argumentation, seien in Leitmar Pferde legal, gelegentlich illegal eingeführt oder durchgeführt worden, also „geleitet“ und zwar aus der Exklave Volkmarsen. Ein stützender Quellenhinweis ist dazu nicht feststellbar. In diesem Vortrag wurde auch von einem „Leitmarer-Pferd“ gesprochen, das später als Ausgangspunkt für Wappenelemente diente. Ludwig von Canstein erklärte also den Ursprung des Dorfnamens im Sinne von „Pferde-Leite“. Nachweislich bestanden zwar Beziehungen zwischen der Exklave Volkmarsen und der Grundherrschaft Canstein, aber historisch damit den Dorfnamen Leitmar als ein „Ein- oder Durchleiten“ von Pferden abzuleiten, ist nicht überzeugend.
In den folgenden Ausführungen soll versucht werden, den Sinngehalt des Dorfnamens begreifbar zu machen. Urkundlich wird Loithar (= Leitmar) 1101 und 1121 erstmals erwähnt, war Padberger Besitz und ist im 14./15. Jahrhundert an Canstein gekommen. Um 1300 erwarb der Erzbischof von Köln den Canstein und später auch die Gerichtsbarkeit vom Grafen von Everstein. Fortan belehnte Köln damit die Raben von Canstein und später auch die Herren von Spiegel.
1513 wurde Leitmar vertraglich der Grundherrschaft Canstein zugerechnet, die sich lange mit Waldeck darum stritt. Die Herrschaft Canstein mit den Dörfern Borntosten, Canstein, Heddinghausen, Leitmar und Udorf existierte bis zum Jahre 1802 und wurde dann Hessen-Darmstädter Besitz.
Am 28. März 1945 bezog ein Stab aus 20 Soldaten der Luftwaffe im Dorf Quartier. Am Nachmittag desselben Tages zog ein Trupp der Waffen-SS durchs Dorf in Richtung Marsberg. Am 29. März rollten um 16 Uhr die ersten US-Panzer aus Süden durchs Dorf, ohne dieses zu besetzen. Die Luftwaffensoldaten waren vorher geflohen. Am nächsten Tag eröffneten eintreffende US-Soldaten das Feuer auf vier Soldaten der Wehrmacht, welche zu fliehen versuchten. Einer der Soldaten wurde verwundet und der Rest gefangen genommen. Südlich vom Dorf wurde vom 4. bis zum 27. April ein großes US-Lager mit bis zu 1000 Soldaten aufgeschlagen. Es kam in der folgenden Zeit zu einigen Diebstählen und Überfällen durch ehemalige Gefangene aus anderen Orten.
Im Zweiten Weltkrieg  fielen 22 Leitmarer als Soldaten, davon 17 an der Ostfront.

## Politik

### Ortsvorsteher
Leitmar hat einen Ortsvorsteher, der die Belange des Ortes und seiner Bürger gegenüber dem Rat der Stadt Marsberg vertritt. Er ist vom Bürgermeister der Stadt Marsberg auch mit verwaltungstechnischen Aufgaben betraut.

### Wappen
Blasonierung:„Gespalten in Silber (Weiß) und Rot, belegt mit einem durchgehenden schwarzen Kreuz; vorn oben aus dem rechten Kreuzbalken wachsend, eine aufrechte goldene (gelbe) Weizenähre, darunter schwebend gekreuzt ein schwarzer Hammer und ein schwarzer Schlägel; hinten, den linken Kreuzbalken überdeckend der hl. Sturmius im silbernen (weißen) Gewand, mit durchgehendem schwarzen Tatzenkreuz in der Linken, schwarzem Haar und schwarzen Schuhen.“
Das Wappen symbolisiert die Landwirtschaft (Ähre), den früheren Kupferbergbau (Hammer und Schlägel) sowie die christliche Tradition der Gemeinde (Sankt Sturmius, früherer Abt des Klosters Fulda). Das Balkenkreuz ist dem Wappen des Bistums Fulda entnommen.

## Bauwerke
In der Liste der Baudenkmäler in Marsberg sind für Leitmar drei Baudenkmale aufgeführt.

## Medien
- Radio Sauerland auf 94,8 MHz
- Diemelbote
- Westfalenpost